# Uma Ideia de Café
Uma ideia de café é um disco dedicado à obra para piano do compositor Armando Albuquerque, gravado por Celso Loureiro Chaves em 1994 e lançado em 2001. O disco possui o subtítulo de A Música Para Piano de Armando Albuquerque.

## História
"A gente sai dum café... e logo surge uma ideia." Assim Armando Albuquerque explicava o título de sua composição Uma Ideia de Café que dá nome ao disco. Uma ideia de café foi gravado no piano Steinway do John Knowles Paine Concert Hall na Harvard University em Cambridge, Massachusetts, Estados Unidos da América em 21 e 22 de janeiro de 1994.
O disco, que teve a produção artística de Joel Gordon e do próprio Celso Loureiro Chaves e a produção executiva de Yanto Laitano, ganhou o Prêmio Açorianos de melhor disco erudito de 2001. Uma ideia de café foi lançado em dois concertos no Instituto Goethe em Porto Alegre nos dias 13 e 14 de novembro de 2001 às 20h.

## Lista de faixas
Todas as faixas foram compostas por Armando Albuquerque. As faixas foram divididas de acordo com os movimentos das composições. Na lista abaixo os movimentos das composições são relacionados após o título da obra e estão em itálico.
| N.º | Título                                                                                             | Duração |  |
| 1.  | "Suíte bárbara infantil - Vivo"                                                                    | 0:42    |  |
| 2.  | "Suíte bárbara infantil - Vagar"                                                                   | 1:43    |  |
| 3.  | "Suíte bárbara infantil - Brutal"                                                                  | 0:15    |  |
| 4.  | "Suíte bárbara infantil - Lento"                                                                   | 0:54    |  |
| 5.  | "Suíte bárbara infantil - Bem ritmado (animado)"                                                   | 0:31    |  |
| 6.  | "Suíte bárbara infantil - Um pouco lento"                                                          | 1:51    |  |
| 7.  | "Suíte bárbara infantil - Pequeno Estudo e Fantasia"                                               | 1:17    |  |
| 8.  | "Outono"                                                                                           | 1:42    |  |
| 9.  | "Uma idéia de café"                                                                                | 0:34    |  |
| 10. | "Uma idéia de café"                                                                                | 0:25    |  |
| 11. | "Uma idéia de café"                                                                                | 0:32    |  |
| 12. | "Motivação - Alegreto"                                                                             | 0:42    |  |
| 13. | "Motivação - Alegreto mais animado"                                                                | 0:47    |  |
| 14. | "Motivação - Lento"                                                                                | 0:34    |  |
| 15. | "Motivação - Também lento"                                                                         | 0:16    |  |
| 16. | "Motivação - (Estudo) Alegro"                                                                      | 1:59    |  |
| 17. | "Tocata - (Estudo) Alegro"                                                                         | 4:31    |  |
| 18. | "Suite (Infantil) 1952 - Simples"                                                                  | 1:07    |  |
| 19. | "Suite (Infantil) 1952 - Marcha"                                                                   | 1:07    |  |
| 20. | "Suite (Infantil) 1952 - Valsa"                                                                    | 1:07    |  |
| 21. | "Suite (Infantil) 1952 - Dança (luta do si bequadro contra o si bemol. Quem vencerá? Veja no fim)" | 1:07    |  |
| 22. | "Evocação de Augusto Meyer"                                                                        | 5:31    |  |
| 23. | "Sonho III"                                                                                        | 3:43    |  |
| 24. | "Peça para piano 1964"                                                                             | 8:08    |  |

## Sobre as Obras
Pathé Baby é considerada a composição mais famosa de Armando Albuquerque. O título da obra faz alusão às filmadoras e projetoras cinematográficas portáteis comuns por volta de 1926, data em que a obra foi composta.
A obra Sonho III, composta em 1974, é dedicada ao seu aluno e amigo Celso Loureiro Chaves. A dedicatória pode ser vista na partitura da referida obra a qual é reproduzida no encarte do disco Uma idéia de café.
Suite barbara infantil foi composta entre 1944 e 1946, Outono em 1941, Uma idéia de café em 1928, Motivação em 1945 e Tocata em 1948.
Evocação de Augusto Meyer foi composta em 1970 após a morte do poeta e crítico.

## Prêmios e indicações

### Prêmio Açorianos
| Ano  | Categoria     | Indicação         | Resultado |
| ---- | ------------- | ----------------- | --------- |
| 2001 | Disco Erudito | Uma Ideia de Café | Venceu    |